# Thập niên 210
Thập niên 210 hay thập kỷ 210 chỉ đến những năm từ 210 đến 219.